# بول روجرز (روائي)
بول روجرز (بالإنجليزية: Paul Rogers)‏ (1936 - 1984، نيويورك في الولايات المتحدة)؛ روائي أمريكي.